# 1925 في سوريا

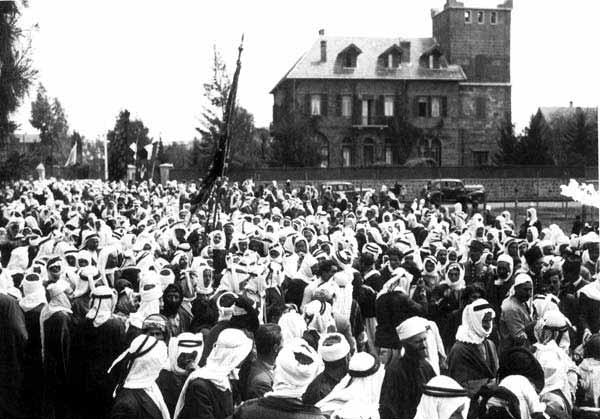

## أحداث
- 19 تموز 1925: الثوار في جنوب #سوريا يسقطون طائرة استطلاع فرنسية فوق حوران ويأسرون طياريها. تعتبر تلك الحادثة البداية الفعلية للثورة السورية الكبرى ضد الاحتلال الفرنسي. تم نقل الطيارين الأسيرين إلى منزل علي مصطفى الأطرش حيث احتجزوا لمدة عام تقريباً قبل مبادلتهم بأسرى من الثوار.
- 23 تموز 1925: الثوار بقيادة سلطان الأطرش يدخلون السويداء ويحاصرون قلعتها التي احتمى فيها الفرنسيون وعائلاتهم واستمروا بقصف المدينة منها. استمر حصار القلعة لأكثر من شهرين قبل أن يتمكن الفرنسيون من فكّه.
- 4 تشرين الأول 1925: ثورة في حماة ضد الاحتلال الفرنسي يقودها فوزي القاوقجي الضابط المنشق عن الفيلق السوري الذي شكلته فرنسا في سوريا. سيطر الثوار على المدينة فقصفها الفرنسيون بالمدفعية والطائرات لثلاثة أيام وأجبروا الثوار على الانسحاب. سقط 344 قتيلاً في المدينة أغلبهم من المدنيين
- 12 تشرين الأول 1925 - أرسلت سلطات الانتداب الفرنسي حملة عسكرية على غوطة دمشق لتعقب الثوار بقيادة حسن الخراط. هاجم الفرنسيون قرية المليحة التي أحرقت ونهبت ثم قرية جرمانا التي لقيت مصيراً مماثلاً عبر القصف بالمدفعية والطائرات. أعدمت القوات الفرنسية أكثر من 100 من أهالي الغوطة، معظمهم من الفلاحين، ونقلت جثثهم إلى دمشق حيث عرضت في ساحة المرجة لترويع السكان، وبيعت «الغنائم» التي تم نهبها من القرى في دمشق.
- 18 تشرين الأول 1925 - مجزرة دمشق: الثورة السورية الكبرى تصل إلى قلب العاصمة دمشق بعد أربعة أشهر من اندلاعها في جبل العرب والغوطة الشرقية. أربعمئة خيال من الشاغور يدخلون سوق البزورية بقيادة حسن الخراط متجهين إلى قصر العظم لإلقاء القبض على المندوب السامي موريس ساراي، ليكتشفوا فوراً أن الجنرال الفرنسي غير موجود في العاصمة السورية.
الجيش الفرنسي يطوق المكان ويبدء بقصف المدينة القديمة بعد عزلها عن بساتينها، مما يحرق القصر وحي سيدي عامود بأكمله. الجيش الفرنسي يمنع سيارات الإسعاف والإطفاء من التوجه إلى قلب المدينة، ويعتقل النساء في محطة القدم، ويضرم النار في حي الجزماتية والميدان، ويحرق عدداً من المتاجر والمخازن في سوق الحميدية حيث يسقط جزء من السقف الأثري فوق الأهالي.
مجرزة دمشق تهز العالم العربي ويكتب عنها أمير الشعراء أحمد شوقي:

سَلامٌ مِن صَبا بَرَدى أَرَقُّ، وَدَمعٌ لا يُكَفكَفُ يا دِمَشقُ
دَمُ الثُوّارِ تَعرِفُهُ فَرَنسا، وَتَعلَمُ أَنَّهُ نورٌ وَحَقُّ
وَلِلحُرِّيَّةِ الحَمراءِ بابٌ، بِكُلِّ يَدٍ مُضَرَّجَةٍ يُدَقُّ
جَزاكُمْ ذو الجَلالِ بَني دِمَشقٍ...وَعِزُّ الشَرقِ أَوَّلُهُ دِمَشقُ"